# Christian Lebrat
Christian Lebrat, né le 4 août 1952 à Paris, est un plasticien, cinéaste, photographe et éditeur français. Il dirige les éditions Paris Expérimental depuis 1983.

## Biographie
Il étudie les arts plastiques au Centre Saint-Charles au début des années 1970 et fait ses débuts comme cinéaste en 1974 grâce à une petite caméra 8 mm. Il se procure ensuite une caméra Pathé Webo 16 mm à ressort munie d'un porte-filtre qui lui permettra de poursuivre ses recherches esthétiques autour de la fragmentation de l'image en plaçant devant l'objectif différents filtres et masques. Il réalise en une dizaine d'années, de 1976 à 1985, une vingtaine de films et performances dont Trama, Liminal Minimal ou encore Holon.
Une veine de son travail explore l'abstraction et la couleur en interrogeant le dispositif cinématographique même à travers son fonctionnement (cadence d'images, lumières, dispositif de projection, matérialité de l'écran, etc.).
Membre de la Paris Films Coop dans les années 1970, il participe au manifeste « Parisfilmscooption » à l'occasion du Festival de la Rochelle en 1976 aux côtés de Claudine Eizykman, Pierre Rovere, Jean-Michel Bouhours ou encore Dominique Willoughby.
À partir des années 2000, il travaille en vidéo numérique, notamment V1 (Tourbillons), tout en réalisant plusieurs performances film dans lesquelles il peint directement sur la pellicule, par exemple Ultra.
Les films de Christian Lebrat sont distribués par Light Cone et le Collectif Jeune Cinéma et édités en DVD aux éditions Re:Voir, l'artiste Fred Camper a écrit sur ses films  pour le Chicago Reader  et Guillaume Basquin dans Art Press 
Il commence la photographie en parallèle et développe plusieurs travaux tels que ses Rubans Photographiques, ses Rideaux ou ses Autoportraits. Il expose régulièrement depuis 1982 et ses œuvres font partie de plusieurs collections publiques (FNAC, FRAC Champagne-Ardenne, BNF, etc.
Pour la photographie, Christian Lebrat est représenté par la galerie Martini & Ronchetti, Gênes (Italie). Ses œuvres ont fait l'objet d'expositions personnelles et collectives en France, en Italie, Suisse ou encore au Canada.
En 1983, il fonde les éditions Paris Expérimental avec la cinéaste Giovanna Puggioni et l’historien du cinéma Prosper Hillairet et publie deux ans plus tard le catalogue de la rétrospective « Paris vu par le cinéma d'avant-garde (1923-1983) », coorganisée avec Prosper Hillairet et Patrice Rollet, et présentée au Centre Pompidou. Commence alors l’aventure éditoriale de Paris Expérimental, maison d'édition spécialisée dans le cinéma expérimental qui se poursuit avec des ouvrages sur des artistes tels Peter Kubelka, Jonas Mekas, Kenneth Anger, Germaine Dulac, Maurice Lemaître, etc.
Christian Lebrat a écrit et dirigé plusieurs ouvrages sur le cinéma expérimental, dont la première monographie sur Peter Kubelka. Il a publié plusieurs livres d'artistes comme Le Temps Déroulé à partir de son travail photographique ou le flip-book Holon (1982-2017), réalisé à partir de son film homonyme.
Il a organisé de nombreux événements au fil des ans tels que les Journées Ciné Qua Non à la Galerie Les Filles du Calvaire entre 1998 et 2005. Il est également le commissaire de la rétrospective Jeune, Dure et Pure ! Une histoire du cinéma d’avant et expérimental en France à la Cinémathèque française en 2000 ou encore Cinéma Visionnaire : Panorama du Cinéma Expérimental Américain 1943-2000 au Forum des Images à Paris en 2002.

## Œuvres

### Films, vidéos et performances
1976
- Film numéro deux, 16 mm, couleur, sil., 3 min.
- Couleurs délicieuses sur fond bleu, 16 mm, couleur, sil., 9 min.

1977
- Liminal minimal I et II, 16 mm, performance pour boucles et 2 projecteurs.
- Organisations I, II, III, 16 mm, jaune-rouge-bleu, sil., 3 x 5 min.

1978
- Réseaux, 16mm, couleur, sil., 10 min.

1978-1980
- Trama, 16 mm, couleur, son, 12 min.

1978-1981
- Flux re flux, Vidéo, 30 min.

Production : Centre Pompidou.
1981
- Autoportrait au dispositif, 16 mm, 18 i/s, 9 min.

1981-1982
- Holon, 16 mm, couleur, sil., 14 min.

1983
- Pictures, 16 mm, Performance pour film.

1985
- Le moteur de l’action (à. M[arcel]. D[uchamp].), 16 mm, n&b, sonore, 8 min 30 s.

2003-2006
- Out of (k)nowheren : a film by Anne Prat, vidéo, 24 min.

2006
- Ultra, 16 mm, Performance pour film.

2007
- V1 (tourbillons), vidéo, 11 min.
- Double trama, 16 mm, 2 écrans de projection, 12 min.

2008
- Sagoma, 16 mm, performance pour film, peinture et écran, sil., 45 min. environ
- V2 (Puccini), vidéo, 4 min.
- Autoportrait ciselé, 16 mm, installation (boucle 16 mm, projecteur, écran)

2009
- V3 (collapse), vidéo, 10 min.

2010
- V4 (it could happen to you), vidéo, 12 min 40 s

Coréalisation : Giovanna Puggioni
2012
- V6 (les oiseaux), installation vidéo, 2 écrans 4/3, 2 sons.

2018
- Ho-lon-air, installation vidéo, 2 projecteurs, papier froissé.

### Publications
- Christian Lebrat, Peter Kubelka, Paris Expérimental, 1990.
- Christian Lebrat, Entres les Images : notes et réflexions sur mes films et le cinéma, Paris Expérimental, 1997.
- Christian Lebrat, Cinéma Radical : dimensions du cinéma expérimental et d'avant-garde, Paris Expérimental, 2008 Lire le compte rendu dans Critique d'art (revue)[15]
- Christian Lebrat, « Isomères filmiques. De la complexité au cinéma » p. 54-66 in Esthétique et complexité, sous la dir. de Zoï Kapoula & Louis-José Lestocart, Paris, CNRS Éditions, 2011.
- Christian Lebrat, Le Temps Déroulé / Time Unreeled. Rubans Photographiques (1978-2013), textes de Philippe Dubois, Janus, Daphné Le Sergent, Paris Expérimental, 2013.